# Nicky Kuiper
Nicky Kuiper (Arnhem, Países Bajos, 7 de junio de 1989) es un futbolista neerlandés, que juega actualmente en el FC Twente de la eredivisie holandesa.

## Trayectoria

### Vitesse
Cooper fue originalmente un centrocampista, pero puede jugar en todas posiciones en el lado izquierdo. Fue a través de todo el curso y se estaba preparando para la temporada 2008/2009, cooper fue llamado algunas veces a la selección absoluta, En algunos partidos de exhibición.
Cooper fue ya durante su estancia en la academia de fútbol visto como un gran talentoso. Fue seleccionado por la KNVB para formar parte de la selección sub-15 de los países bajos, También formó parte de la selección Sub-16, Sub-17 y Sub-18 De holanda. El 29 de octubre de 2008 fue su debut oficial en el Vitesse. Su primer partido oficial fue contra el SC Heerenveen. el cual terminó 2-0 a favor de su equipo

### FC Twente
El 15 de junio de 2009 kuiper firmó un contrato con el FC Twente antes del inicio de temporada, un contrato de cinco años con el FC Twente . En su primera temporada, Cooper jugó 24 partidos oficiales con el club, anotando dos veces.
En preparación para la temporada 2010/11 consiguió Kuiper lesionarse la rodilla. Una operación le convirtió en el inicio de la temporada faltada. Una vez de regreso de su lesión fue capaz de jugar en el equipo. El 24 de octubre de 2010él fue reclutado por el entrenador de la línea de partida Preud'homme contra el ADO Den Haag. Desde el principio, sin embargo, Cooper tuvo que ser sustituido. De nuevo una lesión en la rodilla, esta vez la rodilla izquierda le dejó fuera de los terrenos de juego.

## Clubes
| Club        | País         | Año             |
| ----------- | ------------ | --------------- |
| SBV Vitesse | Países Bajos | 2008 - 2009     |
| FC Twente   | Países Bajos | 2009 - Presente |